# Empoasca albonota
Empoasca albonota är en insektsart som beskrevs av Delong 1931. Empoasca albonota ingår i släktet Empoasca och familjen dvärgstritar.
Artens utbredningsområde är Kalifornien. Inga underarter finns listade i Catalogue of Life.